# Финдли (Илиноис)
Финдли (енгл. Findlay) град је у америчкој савезној држави Илиноис.

## Демографија
По попису из 2010. године број становника је 683, што је 40 (-5,5%) становника мање него 2000. године.
| Група             | 2000.       | 2010.       |
| Белци             | 708 (97,9%) | 671 (98,2%) |
| Афроамериканци    | 6 (0,8%)    | 0 (0,0%)    |
| Азијати           | 2 (0,3%)    | 1 (0,1%)    |
| Хиспаноамериканци | 6 (0,8%)    | 2 (0,3%)    |
| Укупно            | 723         | 683         |